# Jakob Hochstetter
Jakob Hochstetter (Durlach, 5 de fevereiro de 1812 – Karlsruhe, 25 de abril de 1880) foi um arquiteto alemão.

## Vida
Após estudar no Karlsruher Polytechnikum com Heinrich Hübsch, viajou com um estipêndio estatal de 1835 a 1838 para estudar na Itália  e Grécia. A partir de 1842 lecionou no Karlsruher Polytechnikum, sendo nomeado professor em 1846. De 1864 a 1866 foi Diretor do Polytechnikum, que nesta época foi elevado a Technische Hochschule. Além disso, como construtor militar, iniciou a construção de vários quartéis e outros edifícios militares a partir de 1862. A reputação de Hochstetter sofreu principalmente pelo fracasso de seu primeiro grande contrato, a prisão de Durlach, erguida em 1843-1846 e ampliada em 1847-1849, que já em 1867 ameaçava desabar, sendo demolida em 1872. Um novo edifício foi construído por Franz Serger, que reutilizou partes essenciais do antigo edifício, e que foi demolido em 1990, apesar da contrariedade da população.

## Obras
- 1842 Baden-Baden, Villa Bethmann
- 1842 Baden-Baden, Villa Lehwald
- 1843–47 Mannheim, Villa van der Hoeven (demolida em 1922)
- 1843–1846 Prisão, Durlach, Marstallstraße, substituída por nova construção em 1872
- 1848 Kriegerdenkmal in Mannheim
- 1846–49 Karlsruhe, Rheinstetten, katholische Pfarrkirche St. Ulrich in Mörsch
- 1869 Durlach, Kaserne (1944 zerstört)
- 1871 Freiburg im Breisgau, Kaserne
- 1871 Karlsruhe, Friedrichs-Kaserne no Castelo de Gottesaue (demolida)
- 1871 Karlsruhe, Friedrichs-Baracken-Lazarett (demolida)

## Publicações
- Jakob Hochstetter (1851). Architectonische Ausführungen. [S.l.: s.n.]
- Jakob Hochstetter (1857). St. Michaels Kapelle zu Kiederich. Col: Mittelalterliche Bauwerke im südwestlichen Deutschland und am Rhein. 2. Karlsruhe: Veith
- Jakob Hochstetter (1857). Holzbauten des Berner Oberlandes, aufgenommen von C. Weinbrenner und J. Durm. Col: Schweizerische Architektur in perspektivischen Ansichten, Grundrissen, Schnitten, Façaden und Details mit erklärendem Text. Erste Abtheilung. Karlsruhe: Veith. doi:10.3931/e-rara-9284 (anscheinend der einzige erschienene Band der Reihe)
- Jakob Hochstetter (1871). Friedrichs-Baracken-Lazareth zu Carlsruhe (PDF). Karlsruhe: Geissendörfer